# Joseph Beck (théologien)
Pour les articles homonymes, voir Józef Beck et Beck.
Joseph Beck, né le 18 novembre 1803 à Baden-Baden et mort le 3 novembre 1883 à Stuttgart, est un prêtre catholique puis homme politique allemand.

## Biographie
Fils d'un maître charpentier, Beck étudie la théologie catholique et la philologie à Tübingen et à Fribourg-en-Brisgau. En 1824, alors qu'il étudie à Fribourg, il est membre de l'Association académique et juridique (« Neutralia »), une Burschenschaft. En 1825, il obtient un doctorat en théologie et un doctorat en droit.
Après son ordination en 1824 et son bénéfice à Philippsburg en 1825, il devient représentant paroissial à Schwetzingen en 1826. En 1829, il devient enseignant et entre au Gymnasium de Constance comme professeur d'histoire et de philosophie. En 1832, il s'installe à Offenbourg et devient en 1833 professeur à Fribourg. En 1834, il enseigne au Gymnasium. De 1837 à 1844, il travaille au Lyzeum de Rastatt avant d'être nommé conseiller spirituel à Karlsruhe en 1844. En 1846, il devint conseiller privé et conseiller principal des études à Heidelberg. En 1850, il entre à l'École polytechnique de Karlsruhe comme professeur d'histoire. En 1852, il prend une retraite temporaire. Son mariage conduit à son excommunication de l'Église catholique en 1864, il entre donc dans l'Église protestante en 1865.
En 1848, il est membre du pré-parlement. De 1862 à 1868, il fut membre de la seconde chambre de l'Assemblée des États de Bade pour la circonscription d'Ettlingen et Rastatt. Il est président-doyen en 1867-1868. Pendant cette période, il vit à Heidelberg.
Sa biographie d'Ignaz Heinrich von Wessenberg, réformateur catholique mort en 1860, paru en 1862, est mise à l’Index librorum prohibitorum par décret le 11 juin 1866.